# Nuoto artistico ai campionati europei di nuoto 2024
Le gare di nuoto artistico ai Campionati europei di nuoto 2024 si sono svolte dal 10 al 14 giugno 2024 presso il Centro Sportivo Milan Gale Muškatirović di Belgrado.

## Podi

### Uomini
| Evento                       | Oro                   | Punti    | Argento          | Punti    | Bronzo               | Punti    |
| Singolo                      |                       |          |                  |          |                      |          |
| Programma tecnico (dettagli) | Dennis Gonzalez Boneu | 225.8466 | Ranjuo Tomblin   | 204.4466 | Giorgio Minisini     | 185.9800 |
| Programma libero (dettagli)  | Ranjuo Tomblin        | 191.0293 | Giorgio Minisini | 183.5313 | Quentin Rakotomalala | 174.4708 |

### Donne
| Evento                         | Oro | Punti    | Argento | Punti    | Bronzo | Punti    |
| Singolo                        | |          | |          | |          |
| Programma tecnico (dettagli)   | Vasiliki Alexandri | 260.5967 | Klara Bleyer | 242.9617 | Marloes Steenbeek | 240.4816 |
| Programma libero (dettagli)    | Vasiliki Alexandri | 257.4959 | Klara Bleyer | 253.4772 | Marloes Steenbeek | 238.1667 |
| Duo                            | |          | |          | |          |
| Programma tecnico (dettagli)   | Paesi Bassi Bregje de Brouwer Noortje de Brouwer | 260.6567 | Gran Bretagna Kate Shortman Isabelle Thorpe | 256.7184 | Israele Shelly Bobritsky Ariel Nassee                                                                                                 | 243.6250 |
| Programma libero (dettagli)    | Paesi Bassi Bregje de Brouwer Noortje de Brouwer | 264.6584 | Gran Bretagna Kate Shortman Isabelle Thorpe | 261.0313 | Israele Shelly Bobritsky Ariel Nassee                                                                                                 | 245.6105 |
| Squadra                        | |          | |          | |          |
| Programma tecnico (dettagli)   | Spagna Cristina Arámbula Txell Ferré Marina García Polo Lilou Lluis Valette Meritxell Mas Alisa Ozhogina Iris Tió Casas Blanca Toledano               | 278.4684 | Grecia María Alziguzi-Kominea Thaleia Dampali Athina Kamarinopoulou Zoi Karangelou Maria Karapanagiotou Ifiyeneia Krommydaki Sofia Rigakou Vasiliki Thanou   | 257.8918 | Italia Beatrice Andina Valentina Bisi Beatrice Esegio Alessia Macchi Giorgia Lucia Macino Marta Murru Carmen Rocchino Sophie Tabbiani | 256.8584 |
| Programma libero (dettagli)    | Grecia María Alziguzi-Kominea Thaleia Dampali Athina Kamarinopoulou Zoi Karangelou Maria Karapanagiotou Artemi Koutraki Sofia Rigakou Vasiliki Thanou | 270.1980 | Italia Beatrice Andina Valentina Bisi Beatrice Esegio Alessia Macchi Giorgia Lucia Macino Marta Murru Carmen Rocchino Sophie Tabbiani                        | 254.7354 | Gran Bretagna Eleanor Blinkhorn Florence Blinkhorn Lily Halasi Holly Hughes Sophie Rowney Robyn Swatman Amelie Williams Eve Young     | 219.0228 |
| Programma combinato (dettagli) | Germania Klara Bleyer Amelie Blumenthal Haz Maria Denisov Solène Guisard Daria Martens Susana Rovner Frithjof Seidel Daria Tonn                       | 192.7166 | Grecia María Alziguzi-Kominea Thaleia Dampali Athina Kamarinopoulou Zoi Karangelou Maria Karapanagiotou Ifiyeneia Krommydaki Artemi Koutraki Vasiliki Thanou | 191.8100 | Italia Beatrice Andina Valentina Bisi Beatrice Esegio Alessia Macchi Giorgia Lucia Macino Marta Murru Carmen Rocchino Sophie Tabbiani | 159.2966 |

### Misto
| Evento                       | Oro                                      | Punti    | Argento                                 | Punti    | Bronzo                                      | Punti    |
| Duo                          |                                          |          |                                         |          |                                             |          |
| Programma tecnico (dettagli) | Spagna Emma García Dennis Gonzalez Boneu | 218.7658 | Italia Sarah Maria Rizea Filippo Pelati | 217.1633 | Gran Bretagna Beatrice Crass Ranjuo Tomblin | 202.9817 |
| Programma libero (dettagli)  | Spagna Emma García Dennis Gonzalez Boneu | 189.7938 | Italia Flaminia Vernice Filippo Pelati  | 188.6250 | Gran Bretagna Beatrice Crass Ranjuo Tomblin | 175.1563 |

## Medagliere
Nazione ospitante 
| Posiz. | Nazione       | Oro | Argento | Bronzo | Totale |
| ------ | ------------- | --- | ------- | ------ | ------ |
| 1      | Spagna        | 4   | 0       | 0      | 4      |
| 2      | Paesi Bassi   | 2   | 0       | 2      | 4      |
| 3      | Austria       | 2   | 0       | 0      | 2      |
| 4      | Gran Bretagna | 1   | 3       | 3      | 7      |
| 5      | Germania      | 1   | 2       | 0      | 3      |
| 5      | Grecia        | 1   | 2       | 0      | 3      |
| 7      | Italia        | 0   | 4       | 3      | 7      |
| 8      | Israele       | 0   | 0       | 2      | 2      |
| 9      | Francia       | 0   | 0       | 1      | 1      |
| Totale | Totale        | 11  | 11      | 11     | 33     |